# Dinamica del veicolo
Con dinamica del veicolo si intende generalmente la disciplina che applica i principi della dinamica allo studio del moto dei veicoli terrestri, per analizzarne l'interazione con le cause che lo determinano e modificano.
A livello concettuale, gli argomenti di studio della dinamica del veicolo possono essere divisi nelle seguenti categorie:
- lo pneumatico
- l’aerodinamica del veicolo
- la dinamica longitudinale del veicolo rigido
- la dinamica laterale del veicolo rigido
- il veicolo rigido su sospensioni elastiche
- l'effetto della deformabilità del veicolo.

## Fattori che influenzano la dinamica del veicolo
Dal punto di vista della progettazione di un veicolo, invece, i componenti della vettura che ne influenzano la dinamica possono essere raggruppati in:
- Pneumatici
- Aerodinamica
- Massa e distribuzione della massa
- Sospensioni e sterzo
- Gruppo motopropulsore e freni.

### Pneumatici
Gli pneumatici, in quanto unico elemento di contatto col suolo, sono i principali responsabili dello scambio di forze tra il veicolo e il mondo che li circonda, perciò influenzano in maniera drastica il comportamento peculiare di un veicolo terrestre(a livello teorico potrebbe essere possibile guidare il veicolo anche tramite appendici alari direzionabili, a mo' di aeroplano, tuttavia l'effetto di tali forze inizierebbe ad essere apprezzabile solo a velocità molto elevate).
Le principali caratteristiche di uno pneumatico che concorrono a determinare la dinamica di un veicolo sono:
- forma dell'impronta a terra
- distribuzione di pressione nell'impronta a terra
- resistenza al rotolamento (rolling resistance)
- caratteristica di forza laterale (cornering force behaviour)
- caratteristica di forza longitudinale (longitudinal force behaviour)
- ellisse d'aderenza (circle of forces)
- spinta di camber (camber thrust)
- momento di autoallineamento (self aligning torque)
- influenza del carico sullo pneumatico sulle caratteristiche di forza (tire load sensitivity)

### Aerodinamica
Tra i principali aspetti aerodinamici che influenzano la dinamica di un autoveicolo ci sono:
- resistenza aerodinamica (drag)
- deportanza (downforce)
- posizione del centro di pressione del veicolo
- effetto suolo.

### Caratteristiche inerziali
Gran parte delle peculiarità del comportamento dinamico di una vettura sono legate alla massa del veicolo e alla sua distribuzione:
- massa del veicolo
- momento di inerzia del veicolo
- momento d'inerzia a rollio della cassa
- momento d'inerzia a beccheggio della cassa
- massa sospesa
- massa non sospesa
- distribuzione delle masse.

Il problema della massa è che al suo incremento è necessaria maggiore energia per accelerare il mezzo, ma anche per rallentare il mezzo, così come la maggiore forza richiesta per far svoltare il mezzo e quindi il maggiore consumo degli pneumatici, che vengono più sollecitati e tendono quindi a consumarsi maggiormente, discorso analogo anche per i freni, che sono soggetti a  maggiori sollecitazioni (anche nel caso di veicoli con freno rigenerativo).

Il peso maggiore incide negativamente in situazioni estreme, come la guida su terreni cedevoli, come nel caso di neve, fango o sabbia, soprattutto su superfici in pendenza sia frontale che laterale, in quanto il mezzo tenderà maggiormente a far affondare le ruote o perdere aderenza sulle pendenze. Il problema si ripresenta anche con terreni compatti, ma a bassa aderenza, come il ghiaccio o lastricati bagnati (Pavé, Selciato e Basolato/Agger viae), rendendo il mezzo ancor più incontrollabile rispetto ad un mezzo più leggero.
Il peso e la differenza di peso tra veicoli incide anche sulla sicurezza dei veicoli, degli occupanti e di chi ne è all'esterno, infatti in una collisione, gli occupanti di un veicolo pesante subiranno in media lesioni minori e meno gravi rispetto agli occupanti di un veicolo più leggero. Per i passeggeri, il peso aggiuntivo può portare vantaggi in termini di sicurezza. In media un incidente causerà circa il 50% in più di lesioni agli occupanti di un veicolo da 900 kg rispetto a quelli di un veicolo da 1.400 kg. In maniera opposta, auto più pesanti sono più pericolose per le persone e cose al di fuori dell’auto: pedoni, ciclisti, altri veicoli o strutture.

### Sospensioni, sterzo e telaio
Le sospensioni hanno il compito di trasmettere al telaio tutte le forze provenienti dagli pneumatici, permettere alle ruote di seguire in maniera quanto più fedele possibile la forma della strada, in modo da garantire sempre il contatto a terra, smorzare tutte le sollecitazioni esterne agenti sulla ruota, in modo da garantire un adeguato comfort dell'abitacolo e minimizzare le oscillazioni della ruota, per massimizzare la tenuta di strada del veicolo.
L'impianto sterzante ha il compito di trasmettere i comandi del pilota alle ruote direzionali.
Il telaio ha la funzione di sostenere adeguatamente tutti i componenti di un'autovettura. Essi influenzano la dinamica del veicolo sia a causa delle loro caratteristiche geometriche che meccaniche. 
Tra le caratteristiche geometriche si annoverano:
- carreggiata
- passo
- altezza da terra
- campanatura (angolo di camber)
- convergenza
- angolo d'incidenza (angolo di caster)
- inclinazione trasversale dell'asse di sterzo (angolo di kingpin)
- braccio a terra longitudinale
- braccio a terra trasversale (scrub-radius)
- percentuale di Ackermann
- allineamento ruote
- posizione e migrazione del centro di rollio
- recupero di camber
- variazione della convergenza con la corsa (bump-steer)
- rapporto di sterzo;

mentre le principali caratteristiche meccaniche che influenzano la dinamica del veicolo sono:
- rigidezza degli elementi elastici
- deformabilità dei componenti delle sospensioni
- deformabilità dei componenti dello sterzo
- deformabilità del telaio.

### Gruppo motopropulsore e freni
Il gruppo motopropulsore, composto in genere da almeno un motore e dalla trasmissione ha l'ovvio compito di produrre la potenza necessaria ad accelerare il veicolo e trasferirla alle ruote motrici minimizzando le perdite. I freni, invece, hanno il compito di rallentare o arrestare, se necessario, la vettura.
Le caratteristiche principali che influenzano la dinamica del veicolo sono:
- curve di coppia e potenza del propulsore
- rendimento meccanico della trasmissione
- potenza dell'impianto frenante.